# OSSA Pluma
L'OSSA Pluma, coneguda també com a Trial i comercialitzada al mercat anglosaxó inicialment com a Pennine i després com a Plonker, fou un model de motocicleta de trial fabricat per OSSA entre 1967 i 1971. Al llarg de la seva vida comercial se'n produïren dues versions amb les següents característiques generals: dipòsit i suport del selló en color verd fosc amb orla groga, motor de dos temps monocilíndric refrigerat per aire (inicialment de 230 cc i després de 244 cc), bastidor de doble bressol, frens de tambor i amortidors de forquilla convencional davant i telescòpics darrere.
La Pluma era la primera motocicleta dissenyada específicament per a la pràctica del trial que fabricava OSSA i fou la base del model probablement més cèlebre de la marca: la Mick Andrews Replica (MAR), presentada el 1971 després d'un llarg període de desenvolupament iniciat el 1967 per Mick Andrews i l'enginyer Eduard Giró. Per bé que la Pluma 230 era una moto inicialment menys competitiva que les principals motos de trial del mercat (la Bultaco Sherpa T i la Montesa Cota 247), Andrews l'anà evolucionant i hi aconseguí bons resultats, entre els quals el tercer lloc als Sis Dies d'Escòcia de Trial el 1968 i el segon el 1969. Aquell any aparegué la nova Pluma 250, versió molt millorada que fou la base del prototipus amb què Andrews guanyà dues edicions dels Sis Dies d'Escòcia (1970 i 1971) i el Campionat d'Europa de 1971. El 1972 Andrews repetí ambdós èxits, però ja amb una moto diferent, la MAR.

## Versions
Totes les versions de la Pluma que es varen fabricar s'identificaven amb el mateix codi de model, el B27.

### Llista de versions produïdes
| Versió                    | Cilindrada                | Anys                      | Núm. Sèrie                | Unitats | Pintura dipòsit                    |
| ------------------------- | ------------------------- | ------------------------- | ------------------------- | ------- | ---------------------------------- |
| Pluma 230                 | 230 cc                    | 1967 - 1968               | B270001                   | 140     | Verd amb orla groga (xassís negre) |
| Pluma 250                 | 244 cc                    | 1969 - 1971               | B270141                   | 770     | Verd amb orla groga (xassís gris)  |
| Total d'unitats produïdes | Total d'unitats produïdes | Total d'unitats produïdes | Total d'unitats produïdes | 910     |                                    |

### Pluma 230

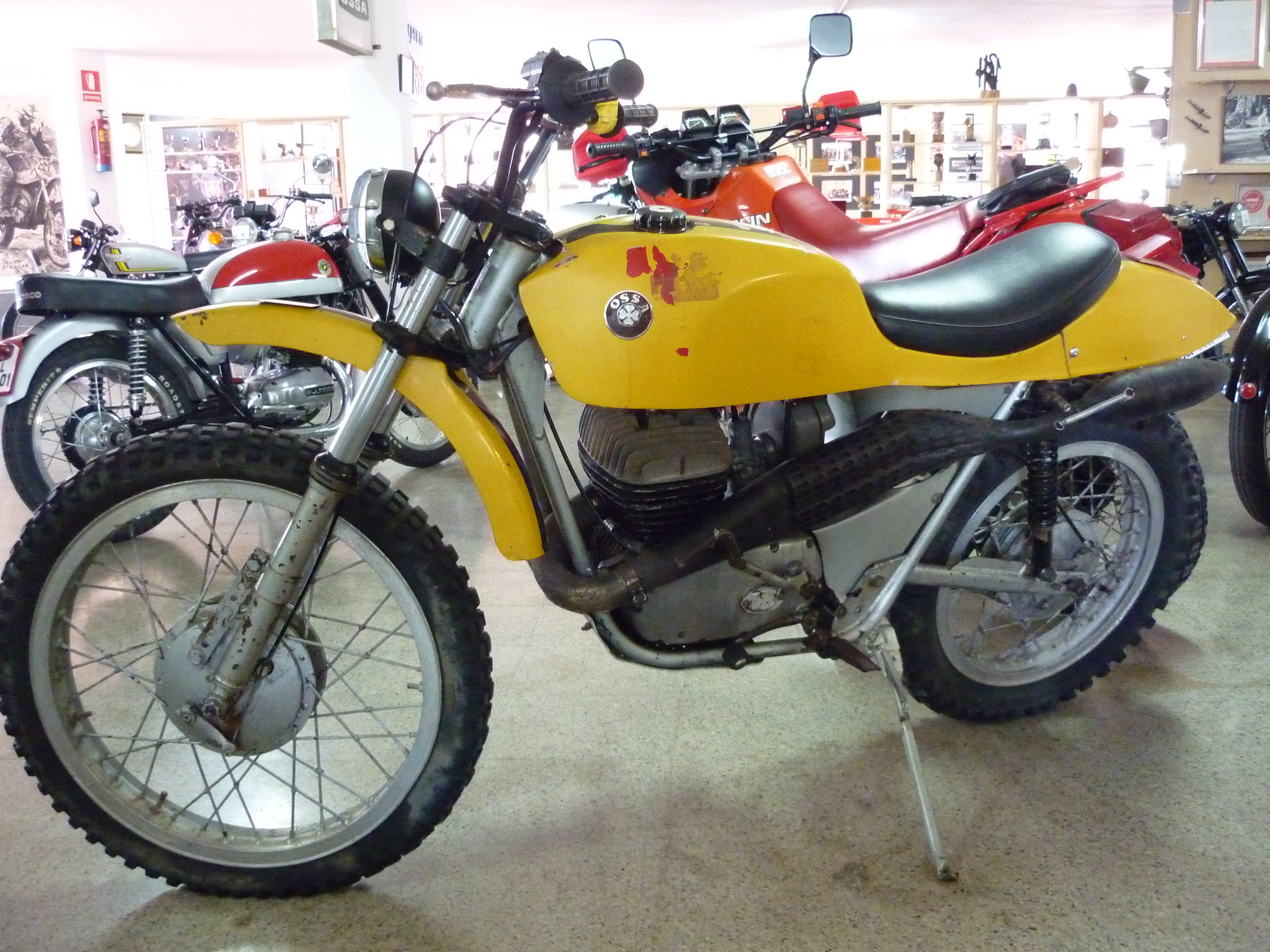
Una Enduro 230 dels volts de 1967. La Pluma era estèticament molt semblant a aquest model.

La Pluma 230 de 1967 semblava més aviat una moto de motocròs o d'enduro que no pas una de trial: el parafang anterior separat de la roda, el pneumàtic anterior de motocròs, el manillar amb reforç i el filtre d'aire sense protecció la feien ben diferent de les millors motos de trial de l'època, molt més especialitzades. El xassís de la Pluma era negre i el tub d'escapament tenia la sortida per fora dels amortidors posteriors.
Fitxa tècnica
|                    | Pluma 230                          |
| Id. Model          | B27                                |
| Núm. Sèrie         | B270001                            |
| Anys               | 1967 - 1968                        |
| CC                 | 230                                |
| Diàmetre x Carrera | 70 x 60 mm                         |
| Compressió         | 8:1                                |
| CV                 | 16 a 6.000 rpm                     |
| Carburador         | Irz 24 mm                          |
| Canvi              | 4 velocitats                       |
| Suspensió davant   | Forquilla telescòpica              |
| Suspensió darrera  | Amortidors hidràulics              |
| Pneumàtic davant   | 3,00 x 21                          |
| Pneumàtic darrera  | 4,00 x 18                          |
| Frens davant       | Tambor 158 mm                      |
| Frens darrera      | Tambor 158 mm                      |
| Pes en sec         | 95 Kg                              |
| Capacitat dipòsit  | 8 litres                           |
| Pintura dipòsit    | Verd amb orla groga (xassís negre) |

### Pluma 250
La Pluma 250, apareguda el 1969, presentava diverses millores respecte a la 230 i ha estat considerada com a la primera moto de trial d'OSSA. El parafangs anterior enganxat a la roda, el manillar sense reforç i la protecció del filtre d'aire delataven el seu enfocament purament "trialer", tot i assemblar-se encara molt al model d'enduro. El motor feia ara 244 cc i disposava de doble bugia, canvi de quatre velocitats i una potència de 18 CV a 8.000 rpm, essent la seva característica principal la innovadora encesa electrònica (evitant així que el motor fallés en passar per zones humides i oferint-li més estanquitat). Les darreres unitats, prèvies a l'aparició de la MAR, comptaven ja amb tiges d'alumini i la sortida del tub escapament per dins de l'amortidor posterior. El tambor anterior era més petit que en la 230. S'ha dit que l'eix davanter era el seu punt feble, ja que s'havia trencat en alguna ocasió.
Estèticament, la Pluma 250 destacava pel color del xassís, que canviava l'anterior negre per un gris que esdevindria característic de les futures MAR. El dipòsit i parafangs mantenien les anteriors orles grogues, amb un filetejat blanc típic d'aquest model. La caixa del filtre d'aire era inicialment de color negre, mentre que a la versió de 1970 esdevingué grisa.
Fitxa tècnica
|                    | Pluma 250                         |  |
| Id. Model          | B27                               |  |
| Núm. Sèrie         | B270141                           |  |
| Anys               | 1969 - 1971                       |  |
| CC                 | 244                               |  |
| Diàmetre x Carrera | 72 x 60 mm                        |  |
| Compressió         | 9:1                               |  |
| CV                 | 16 a 6.000 rpm                    |  |
| Carburador         | Irz 24 mm                         |  |
| Canvi              | 4 velocitats                      |  |
| Suspensió davant   | Forquilla telescòpica             |  |
| Suspensió darrera  | Amortidors hidràulics             |  |
| Pneumàtic davant   | 3,00 x 21                         |  |
| Pneumàtic darrera  | 4,00 x 18                         |  |
| Frens davant       | Tambor 120 mm                     |  |
| Frens darrera      | Tambor 120 mm                     |  |
| Pes en sec         | 94,8 Kg                           |  |
| Capacitat dipòsit  | 11,8 litres                       |  |
| Pintura dipòsit    | Verd amb orla groga (xassís gris) |  |